# 倉敷市交通局
倉敷市交通局（くらしきしこうつうきょく、英語：Kurashiki City Transportation Bureau）は、かつて岡山県倉敷市が運営していた鉄道と乗合バスを主とする地方公営企業である。

## 沿革
倉敷市交通局は1952年（昭和27年）4月1日に発足、三菱重工業の関連会社であった水島工業都市開発から鉄道・バスの両事業を譲受して運行開始。本社は水島青葉町、バス営業所は現在の水島清掃工場(倉敷市水島川崎通1丁目1−4)、鉄道車庫は水島港湾合同庁舎の北、鉄道高架が横切る現在のボートパーク(水島福崎町5)にあった。
発足前から鉄道における旅客営業は赤字で、水島臨海工業地帯に立地する事業所が増え、日本国有鉄道（国鉄）に付随した貨物需要は増加し、貨物営業の黒字を旅客営業の赤字に補填する状態が長引き、倉敷市単体では設備投資が困難になった。倉敷市・岡山県・国鉄の三者出資による第三セクターの臨海鉄道事業者である水島臨海鉄道へ1970年（昭和45年）4月1日に事業を譲渡する形を採り、それでも当局が開設した廃止代替バスが混雑したこともあり、1972年（昭和47年）9月17日から水島臨海鉄道が自ら旅客営業を再開された経緯を持つ。
バス事業は倉敷市営バスとして運行を続けていたが、モータリゼーションの進展で利用者が減り、公営であったため合理化が進まないうえに赤字経営となり、1989年（平成元年）3月31日に乗合バス事業は両備バス（現・両備ホールディングス）と下津井電鉄、貸切バス事業は下津井電鉄（現・下電観光バス）と野村交通に引き継がれ解散した。

## 年表
- 1952年（昭和27年）4月1日 - 倉敷市交通局が発足[1][2]。
- 1970年（昭和45年）- 鉄道事業を水島臨海鉄道に譲渡。
- 1989年（平成元年）3月31日 - 倉敷市営バスの運行を終了、倉敷市交通局は組織を解散[1][2][3]。

## 鉄道事業
現在の水島臨海鉄道水島本線にあたる倉敷市駅 - 水島港駅間、水島駅 - 川鉄前駅間、西埠頭線にあたる水島港駅 - 西埠頭駅間、港東線にあたる水島駅 - 日鉱前駅間を運営していた。なお、倉敷市営当時は倉敷市駅 - 水島港駅 - 西埠頭駅間が本線であった。詳細は各路線記事を参照されたい。

## バス事業
倉敷市営バスの路線バスは、主に同市内の倉敷地域と水島地域を営業エリアとしていた。

### 廃止時の路線
1989年時点のバス路線

### 1960年代の路線
1968年当時のバス路線
- 水島線：倉敷駅前 - 中島口 - 小溝 - 江長十字路 - 水島駅前・ガス会社前・水島港・三菱東門・連島町・三菱石油前・日本鉱業前・広江団地・川鉄南門・フェリー前・西埠頭・関東電化
- 浅原線：倉敷駅前 - 幸町 - 立石 - 浅原大教会前
- 三田線：倉敷駅前 - 幸町 - 立石 - 三田
- 中庄線：倉敷駅前 - 幸町 - 黒崎 - 鳥羽 - 徳芳中 - 東栗坂
- 藤戸線：倉敷駅前 - 中央病院(現倉敷中央病院前)- 有城 - 粒江 - 藤戸口
- 市役所前[注釈 1] - 中島口 - 小溝 - 江長十字路 - 西岡崎・ガス会社前・三菱東門・三菱石油前・関東電化
- 市役所出張所[注釈 2] - 日鉱前
- 市役所出張所 - 関東電化
- 水島駅前 - 広江団地
- 日鉱前 - 広江団地